# Spear of Destiny
Spear of Destiny är ett förstapersonsskjutspel som utvecklades av id Software och släpptes 1992 som en uppföljare till spelet Wolfenstein 3D. Spelet utspelar sig under andra världskriget och följer den amerikanske soldaten B.J. Blazkowicz när han försöker att återhämta det legendariska spjutet, Spear of Destiny, som sägs ha mystiska krafter.
Spelet består av flera nivåer, där spelaren navigerar genom nazistkontrollerade anläggningar, bekämpar fiender och samlar föremål. Spear of Destiny introducerade nya fiender och miljöer samt förbättrade spelmekanik jämfört med sin föregångare. Det var också det första spelet att använda en episodisk struktur och erbjöd spelarna en djupare berättelse om mystik och krig.
Mottagandet var positivt, och spelet anses vara en viktig del av tidig spelhistoria. Spear of Destiny har influerat många efterföljande spel inom genren och bidrog till att etablera id Software som en ledande utvecklare av förstapersonsskjutare. Spelet har sedan dess blivit en del av flera samlingar och remasteringar.